# Shirley Smith
Shirley Smith (10 maart 1979) is een Nederlandse ex-voetbalster die onder meer uitkwam voor SV Saestum en FC Utrecht.